# Nikša Bavčević
Nikša Bavčević (2 juni 1956) is een Kroatisch basketbalcoach.

## Carrière
Bavčević was coach van KK Split van 1994 tot 1998. Van 1998 tot 1999 stond hij aan het roer van het Oostenrijkse Oberwart Gunners. In 1999 was hij korte tijd aan de slag bij het Poolse SSK Czarni Słupsk als assistent voordat hij aan de slag ging bij het Belgische RBC Pepinster. Waar hij vijf jaar coach was en in 2003 en 2004 tweede werd in het landskampioenschap, in 2003 bereikte hij ook de finale van de beker van België. Daarvoor werd hij beloont met coach van het jaar. Hij werd in 2004 ontslagen na tegenvallende resultaten. In 2005 vond hij opnieuw werk in België bij Dexia Mons-Hainaut, hij bleef er coach tot in 2007. In 2006 won hij de Belgische beker en werd tweede in de competitie. In 2008 verloren ze de bekerfinale en verloor de finale van EuroChallenge, in 2009 werd hij voor een tweede keer tweede in de competitie.
In 2007 verliet hij de club en daarna ging hij aan de slag bij het Russische BK Avtodor Saratov. In 2009 ging hij aan de slag bij het Italiaanse Roseto Sharks en later dat jaar bij het Kroatische Trogir ZP. Van 2010 tot 2011 was hij aan de slag bij het Roemeense Steaua București. In 2011 was hij aan de slag bij KK Šibenik, daarna bij KK Split en als bondscoach van Kroatië. In 2012 keerde hij terug naar Roemenië en ging aan de slag bij CSU Cluj-Napoca en vanaf 2013 opnieuw bij Steaua București tot in 2015.
Van 2015 tot 2017 was hij actief bij het Zwitserse BBC Monthey waarmee hij landskampioen werd en twee bekers won. Tussen 2017 en 2018 was hij bondscoach van Armenië en keerde daarna terug naar Zwitserland bij Union Neuchâtel. Van november 2018 tot april 2019 was hij aan de slag bij Spirou Charleroi waar hij Brian Lynch verving, na teleurstellende resultaten werd hij er weer ontslagen. In 2019 werd hij coach bij Vevey Riviera met een korte tussenpauze in 2020. Hij verliet de club in 2023.

## Privéleven
Hij is de vader van basketballer Marin Bavčević.

## Erelijst
- Beker van Kroatië: 1997
- Belgisch coach van het jaar: 2003, 2006
- Belgisch landskampioenschap
  - Tweede: 2003, 2004, 2006, 2009
- Belgisch bekerwinnaar: 2006
  - Finale: 2003, 2008
- EuroChallenge
  - Finale: 2008
- Zwitsers landskampioen: 2017
- Zwitserse bekerwinnaar: 2016, 2017
- Kampioen Zwitserse tweede klasse: 2022